# گل‌مالی

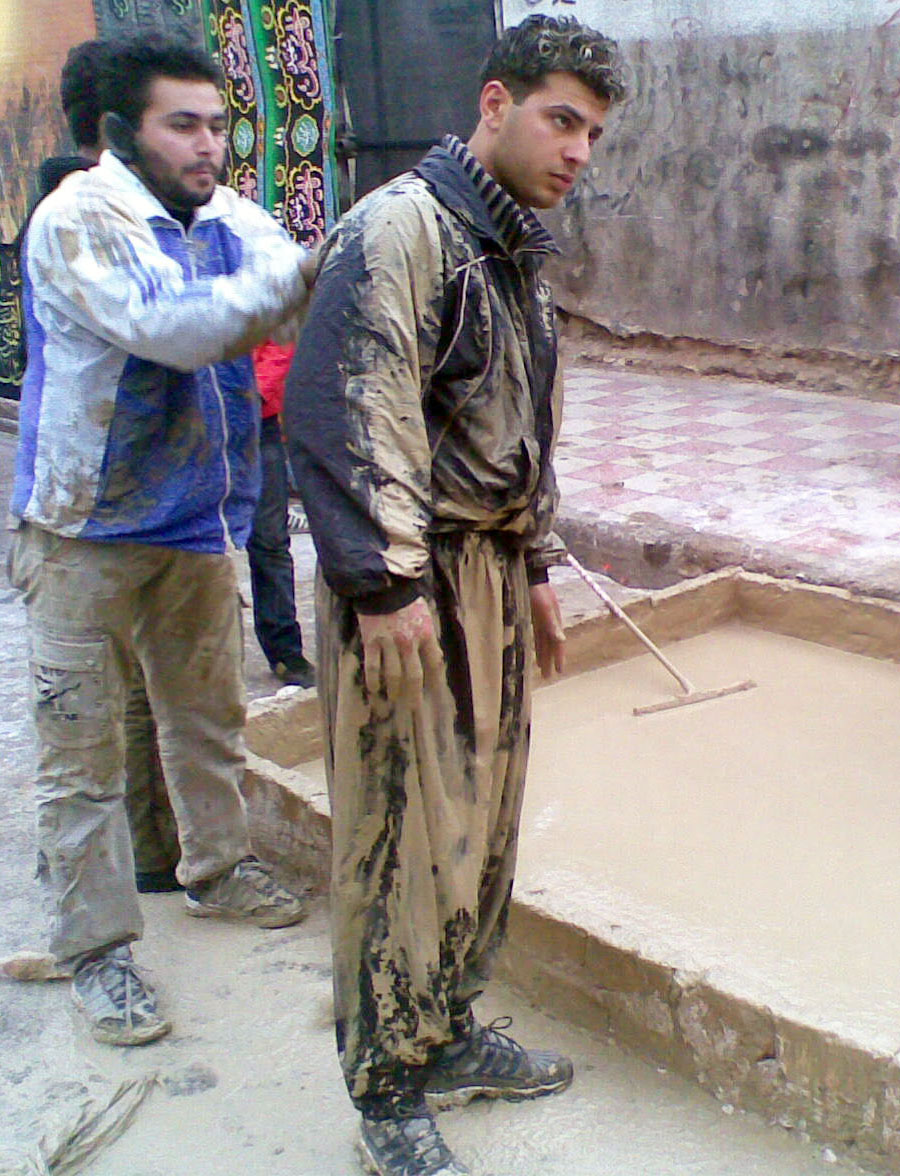
آئین گل‌مالی روز عاشورا در شهر خرم‌آباد

گِل مالی، آیین گِل یا خٙه‌رٙه مالی آئینی است که مردم لر در سوگواری‌های مختلف از جمله در مرگ افراد خانواده یا عزاداری‌های مذهبی انجام می‌دهند. گل‌مالی در زبان لری با عنوان خَه‌رَّه‌گیری تلفظ می‌شود. خَه‌رّه به معنای گِل است. و در لکی هَری مالین تلفظ می‌شود، هری به معنای گِل است. آئین گل‌مالی در روز عاشورا در ماه محرم در استان‌های غربی ایران در منطقه زاگرس به ویژه لرستان برگزار می‌شود. همچنین در شهر های لر نشین  استان‌های خوزستان، مرکزی و همدان نظیر نهاوند و اندیمشک  مراسم گل‌مالی در روز عاشورا دیده می‌شود. برخی از مردم از صبح تا مراسم شام غریبان گِل‌های خود را پاک نکرده و در مراسم شام غریبان به عزاداری می‌پردازند.

## خه‌ره مالی در خرم‌آباد
آئین خاص گل مالی در خرم‌آباد و مناطق اطراف آن دارای چند مرحله است که از روز هفتم محرم که به روز «تراش عباس» موسوم است شروع می‌شود. در روز هفتم محرم عزاداران حسینی به حمام رفته و پس از اصلاح سر و صورت و نظافت کامل، لباس‌های تمیز می‌پوشند که این روز را «تراش عباس» می‌نامند. از این روز به بعد، عده‌ای برای افروختن آتش در صبح عاشورا به جمع کردن و گردآوری هیزم در سطح شهر می‌پردازند تا اگر در روز عاشورا برف و باران ببارد و احیاناً هوا سرد باشد، عزادارانی که در گِل می‌افتند (مراسم گِل افتادن) از سرما حفظ شوند. به این منظور عده‌ای در محل دوره افتاده و با خواندن جملاتی از خانه‌ها تقاضای هیزم می‌کنند که مردم نیز با کمال میل بسته به نذری که دارند به آنان هیزم می‌دهند. در روز تاسوعا نیز عزاداران خاک نرم و مخصوصی بنام گل باغچاله (گل رس) را مهیا کرده و در میدان‌های بزرگ و کوچک که معمولاً با آجر چینی در جلوی خیمه‌ها و تکیه‌های شهر درست می‌شود می‌ریزند و در روز عاشورا این خاک را با گلاب مخلوط کرده و گل روز عاشورا را مهیا می‌کنند. همه مردم لر خه ره مالی ندارند. فقط مردم استان لرستان این رسم را دارند.

روز عاشورا، عزاداران فراخوانده شده با حضور در تکیه‌های محله و گل‌مالی کردن خود گرد آتش می‌ایستند تا از سرما محفوظ مانده و شروع به سینه زنی و عزاداری می‌کنند.

## خه‌ره‌گیری در بروجرد
در بروجرد در صبح عاشورا و هم‌زمان با طلوع آفتاب، در محل تجمع هر یک از دسته‌های عزادار، دیگ‌های مسی برای جوشاندن گِل و آماده‌سازی خَه‌رّه تدارک دیده می‌شود. عزاداران قدری از خَه‌رّه را به لباس، ریش، مو و گونه خود می‌مالند. دسته‌های عزادار از ابتدای صبح در کوچه و خیابان‌ها روانه مجالس عزاداری می‌شوند و در هر مجلس سینه زنی می‌کنند. به نوشته کتاب «تذکره حسین حزین»، گل گیرندگان که به آن‌ها خَه‌رّه گیر گفته می‌شود به‌طور عمده پیرمردان و سالمندان بوده‌اند که در دسته‌های سینه زنی در جلوی هیئت قرار می‌گرفته‌اند و خه‌ره گیران بی ریاترین سینه زنان بوده‌اند.

در صفحه ۱۸۳ تذکره حزین آمده است:
این دسته اغلب پیرمردان و سالمندان بودند، روز عاشورا هر یک قطیف بسته از کمر تا پائین، سپس تمام بدن را گل گرفته حتی سر و صورت و ریش و گردن، همه با هم وارد مجلس در حالی که دستها یک نواخت بسر کوفته و پائین آورده به سینه خود می‌زدند
نوحه دسته‌های عزا به‌طور معمول با این وزن بود:
| ای کشته لب تشنه مادر، کفن‌ت کو |  | بر پیکر صد چاک بگو پیرهن‌ت کو |

و یا قطعه زیر را که واصف تفنگ ساز سروده می‌خوانند:
| عزیزان قتل شاهان است امروز |  | حسین تا چاشت مهمان است امروز |

| گلوی نازک و بی شیر اصغر |  | نشان تیر عدوان است امروز |

گرمابه‌های عمومی بروجرد در روز عاشورا رایگان هستند و سینه زنان نزدیک ظهر به گرمابه رفته و پس از قدری سینه زنی، گل از تن خود می‌شویند و لباس‌های تمیز می‌پوشند.

## تخریب جنگل‌ها
به گفته خبرگزاری مهر، یکی از عوامل تخریب جنگل‌ها در استان لرستان و ا که هر ساله تکرار می‌شود بحث استفاده از هیزم و چوب درختان در برگزاری آئین گل مالی روز عاشورا است. در روز عاشورا در استان لرستان به دلیل وجود برخی باورها مردم تعدادی از شهرها و روستاهای استان به گل می‌افتند که برای خشک شدن و گرم کردن افراد، هیئت‌های عزاداری باید اقدام به روشن کردن آتش کنند که در این راستا بخشی از درختان استان برای استفاده به عنوان هیزم قطع می‌شوند.
در سال‌های اخیر اداره کل منابع طبیعی با همکاری تشکل‌های مردم‌نهاد برنامه‌هایی را برای تدارک هیزم مورد نیاز تدارک دیده‌اند. از جمله اینکه منابع طبیعی درخت‌های قطع شده در مسیر طرح‌های عمرانی را جمع‌آوری و در محل مشخص دپو می‌کند و در اختیار هیئت‌های مذهبی قرار می‌دهد.